# Tamara Bulat
A Dra. Tamara Bulat foi uma musicóloga proeminente, autora de várias monografias e 300 artigos. Ela é co-autora de A História da Música Ucraniana em 6 volumes. Ela é bem conhecida pelas suas publicações sobre a obra dos compositores ucranianos Mykola Lysenko e Yakiv Stepovy, lidando com problemas de música folclórica e artística, culturologia e etnomusicologia.
Nos seus últimos anos, a Dra. Bulat foi membro da Sociedade de Compositores da Ucrânia, da Academia Ucraniana de Artes e Ciências dos EUA (membro titular e oficial eleito), do Instituto de Música Ucraniano da América, da Sociedade para Etnomusicologia (EUA) e da Shevchenko Scientific Society (EUA).